# Майронкур-Сен-Панкра
Майронку́р-Сен-Панкра́ (фр. Mailleroncourt-Saint-Pancras) — коммуна во Франции, находится в регионе Франш-Конте. Департамент — Верхняя Сона. Входит в состав кантона Вовиллер. Округ коммуны — Люр.
Код INSEE коммуны — 70323.

## География
Коммуна расположена приблизительно в 300 км к востоку от Парижа, в 80 км севернее Безансона, в 33 км к северу от Везуля.

## Население
Население коммуны на 2010 год составляло 211 человек.
| 1962 | 1968 | 1975 | 1982 | 1990 | 1999 | 2010 |
| ---- | ---- | ---- | ---- | ---- | ---- | ---- |
| 210  | 218  | 196  | 191  | 205  | 213  | 211  |

## Экономика
В 2010 году среди 134 человек трудоспособного возраста (15—64 лет) 98 были экономически активными, 36 — неактивными (показатель активности — 73,1 %, в 1999 году было 72,1 %). Из 98 активных жителей работали 82 человека (49 мужчин и 33 женщины), безработных было 16 (7 мужчин и 9 женщин). Среди 36 неактивных 8 человек были учениками или студентами, 11 — пенсионерами, 17 были неактивными по другим причинам.

## Достопримечательности
- Церковь Свв. Петра и Павла (XVIII век). Исторический памятник с 1987 года[3]
- Мэрия и общественная прачечная (XIX век). Исторический памятник с 1986 года[4]

## Фотогалерея

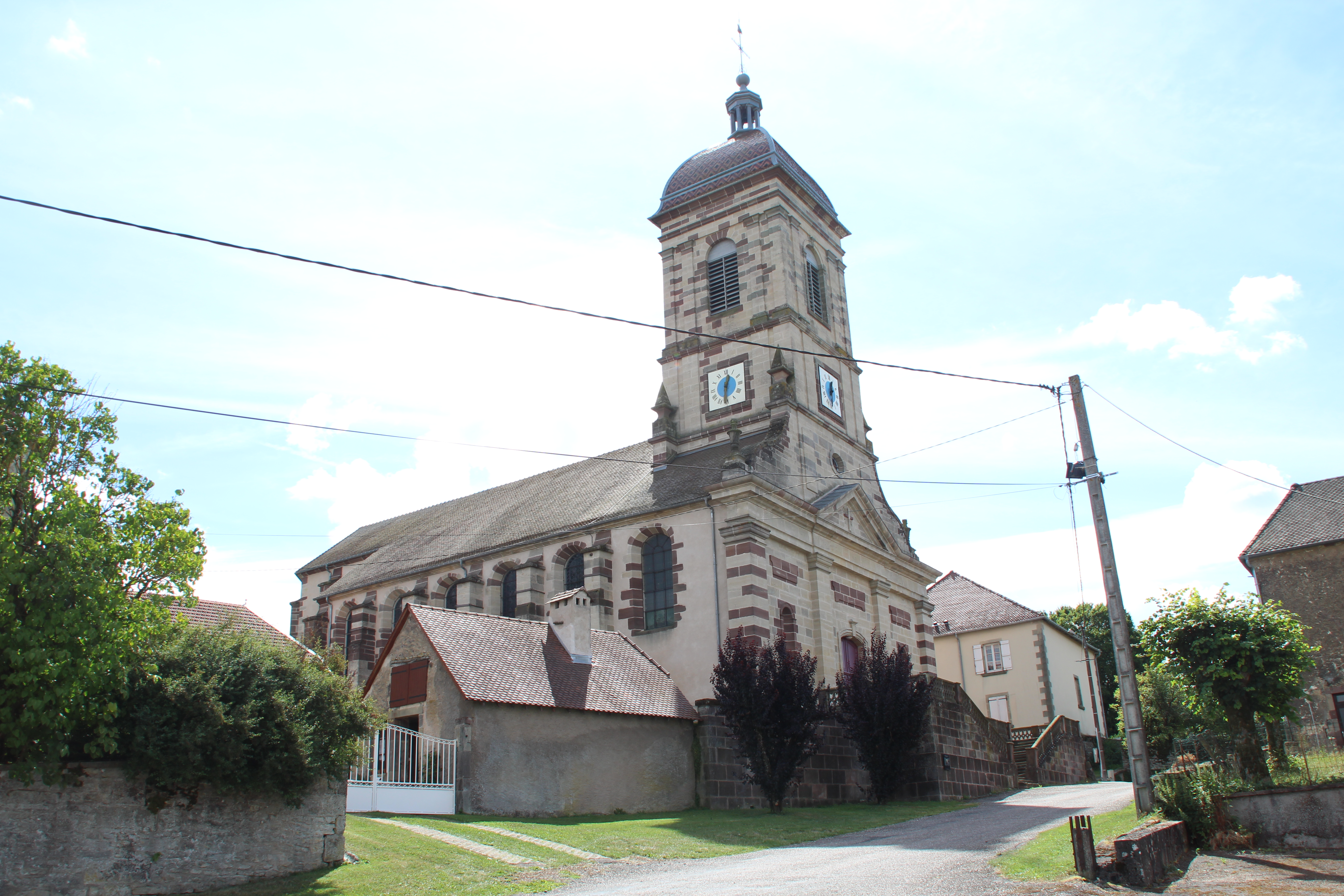
Церковь Свв. Петра и Павла
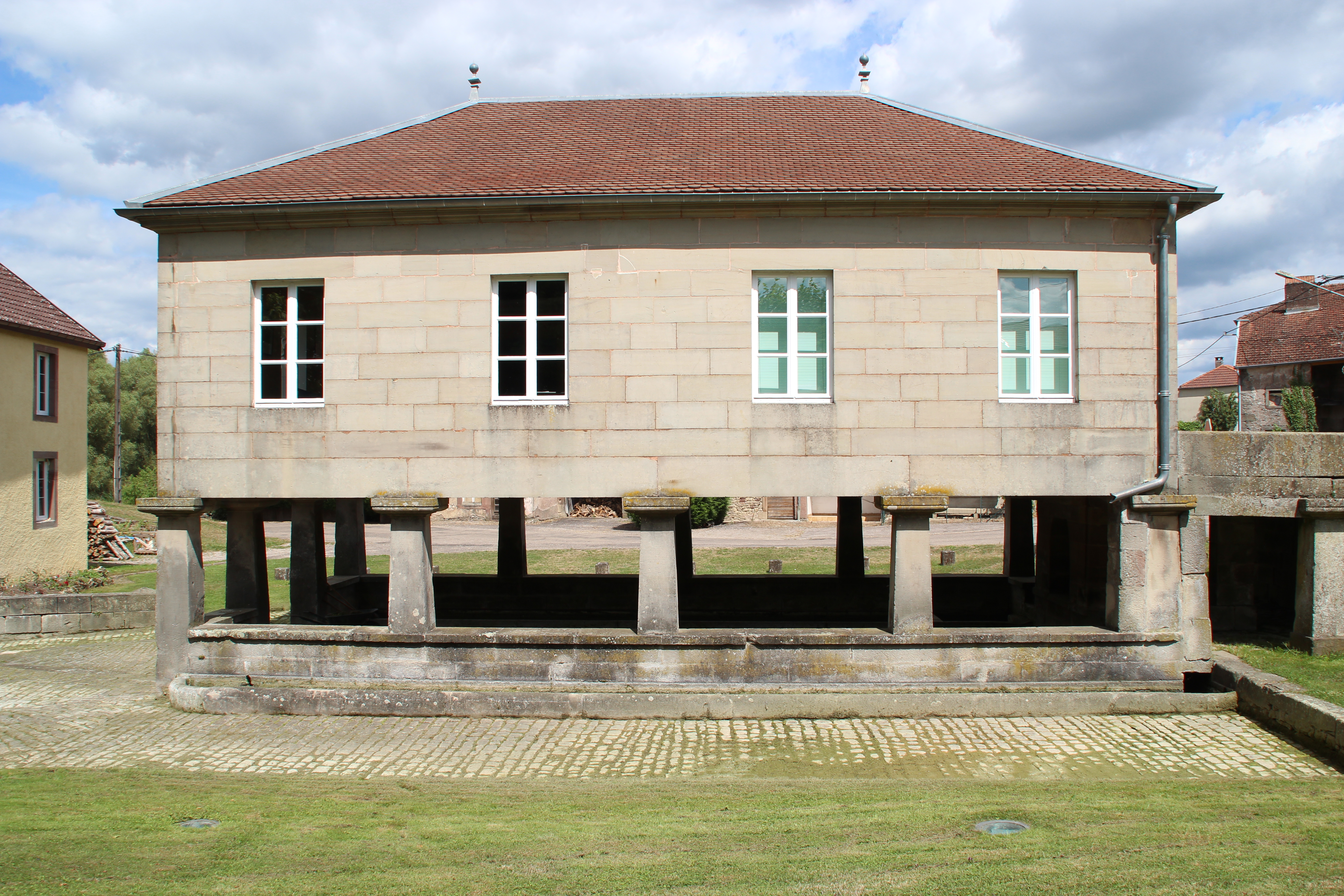
Мэрия и общественная прачечная
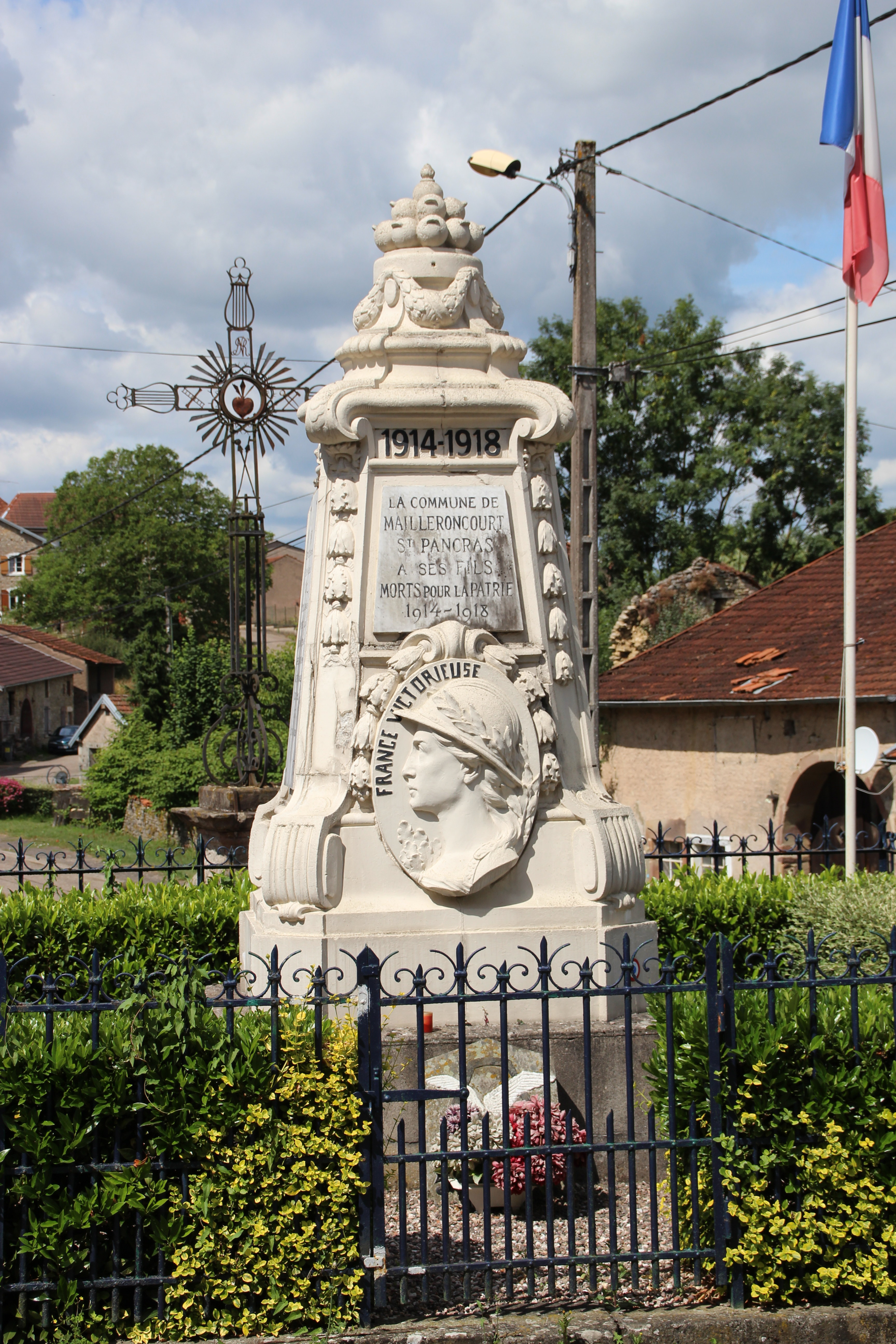
Военный мемориал
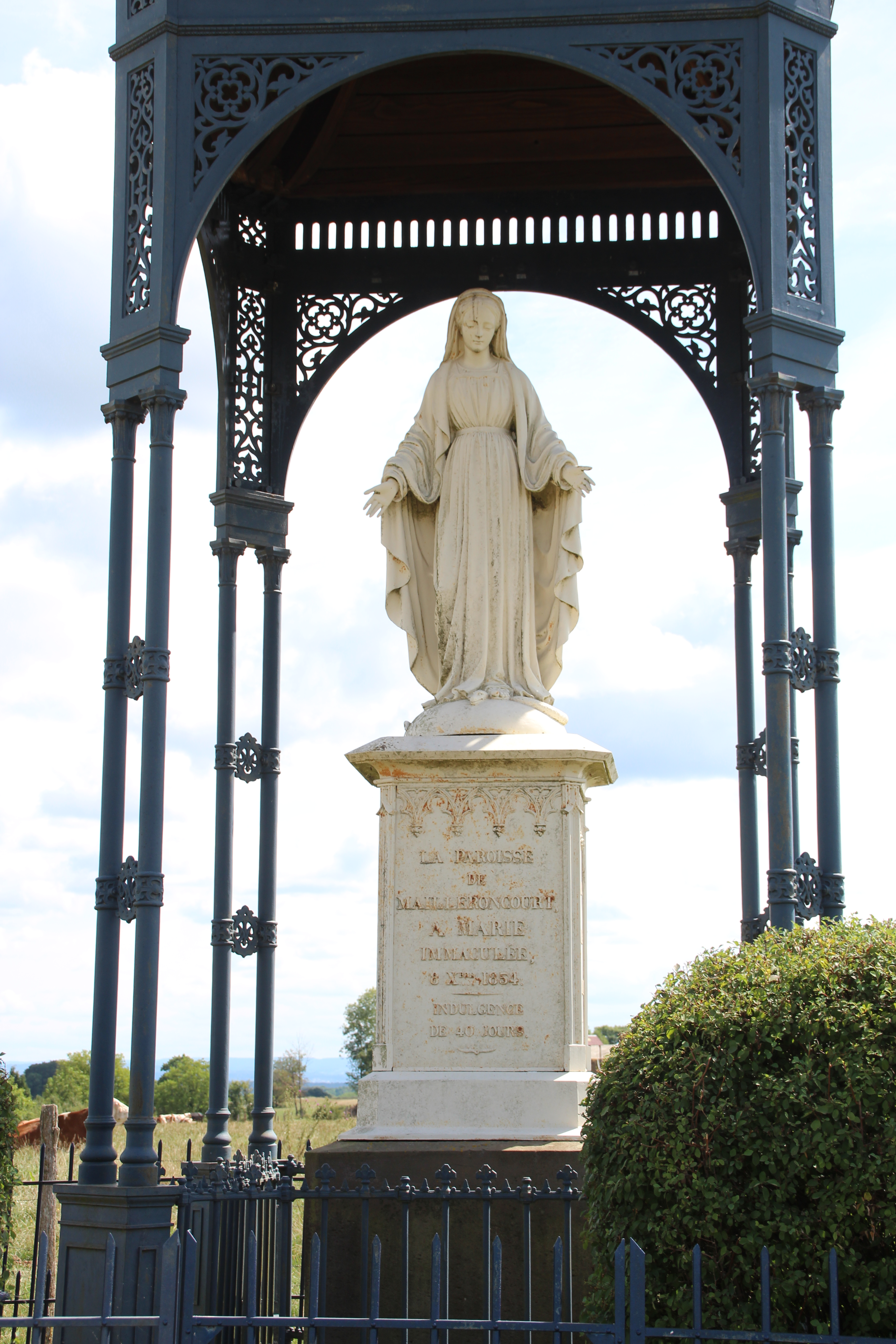
Статуя Девы Марии